# 斯科特·安德森 (帆船运动员)
斯科特·安德森（英語：Scott Anderson，1954年3月31日—），澳大利亚男子帆船运动员。他曾代表澳大利亚参加1984年夏季奥林匹克运动会帆船比赛，搭档克里斯托弗·凯恩斯获得一枚铜牌。